# 媚者无疆
《媚者无疆》（英語：Bloody Romance），2018年中国大陆古装剧，故事背景为五代十国，改编自半明半寐的同名小说，由李一桐、屈楚萧领衔主演，优酷视频于2018年7月24日首播。2017年9月，該劇在橫店開機。2018年1月7日舉辦殺青發布會，拍攝歷經4個月。

## 播出时间
| 频道       | 所在地                                                                | 播映日期      | 播出时间                 | 备注 |
| ---------- | --------------------------------------------------------------------- | ------------- | ------------------------ | ---- |
| 优酷视频   | 中国大陆                                                              | 2018年7月24日 |                          |      |
| dimsum     | 马来西亚                                                              | 2018年8月16日 | 周六至周三 00:00 上线    |      |
| RED by HBO | 新加坡 · 马来西亚 · 菲律賓 · 印度尼西亞 · 緬甸 · 越南 · 柬埔寨 · 泰國 | 2019年3月11日 | 星期一至五 20:00 - 21:00 |      |
| VIDFISH    | 新加坡 · 马来西亚 · 菲律賓 · 印度尼西亞 ·                             | 2019年3月18日 |                          |      |

## 劇情大綱
時空背景推至公元907年（天佑四年），梁王朱溫代唐稱帝，建國號「梁」，出兵大舉攻晉，晉王李克用拒不承認其政權，仍沿用唐朝「天佑」年號，高舉復興唐朝的大旗與梁相抗。中國歷史之「五代十國」年代正式開啟。百十年間，刀戈不止，哀號遍野，民不聊生。在這黑暗年代，一神秘暗殺組織悄然現身，遊走軍、政、江湖之間，專弒殺揮霍無度，草菅人命的達官顯貴。至此謠傳四起，有的認為是官府政權用來安撫老百姓的謊言，也有的認為是其自唐建朝以來就已存在的組織。亦有謠傳那殺手是一名女子，亦有人堅稱殺手們是一群女子，其模樣身形各異，唯一共同處，就是都打著一把紅紙傘，傘面繪滿了金色花朵。劇情、鏡頭均圍繞著女主，是女主於殺手組織中的奮鬥史。由一隻小魚仔，歷經奮鬥、努力，再加上主角光環，幸運值爆表及貴人提攜，朋友支持、相助。最終成為殺手組織之領頭羊。劇末（公元923年／天佑二十年），晉王終成夙願，滅梁，併改年號為同光元年，於魏州稱帝。史稱後唐。

### 姽嫿城殺手組織結構
姽嫿城原為周武皇（武則天）設立的暗部，武皇退位後流落江湖，以接江湖殺人生意維生，存續至今已數百年。
1. 聽竹院院主：位設1名。近期由公子（寧王）繼任，（後由奼蘿奉王命收回管理）。
2. 城主：位設1名。近期由奼蘿繼任（後由晚媚繼任）。
3. 刑堂：位設1名。近期由邢風接任。
4. 絕殺：位設1名（因月影而破例成2名）。近期有月影（寧王隨侍，居聽竹院）、流光（居絕殺院，後由晚媚繼任）。
5. 天殺：位設4名（因晚媚而破例成5名）。近期有奼嫵（後由晚香繼任，居天殺院）、奼如、煙琴、（後晚媚因功接任，尚居媚殺院）……等人。
6. 地殺：位設12名（因晚媚而破例成13名）。近期有（晚香－居地殺院、晚媚繼任－居媚殺院）……等人。
7. 地殺殺手備選若干。近期有晚春、晚夏、晚秋、晚冬、晚香、晚媚……等人，居雲璟館。
8. 殺手影子若干。近期有長安、風竹、二月、初十一……等人。
9. 醫療處所－碎骨子軒（邢風掌理－內有藥師、醫師等職）。
10. 璣骨閣（流光掌理－內有妝師、裁衣等職）。
11. 千瞳（監、查、考）。
12. 祠堂（歷任前城主牌位之歸屬處）。
13. 奴僕若干（侍者、廚娘近百人），居雲璟館後方。

## 演员列表

### 主要演员
| 演員   | 角色         | 介紹 |
| 李一桐 | 蘇七雪／晚媚 | 聪慧美丽，坚韧独立。本名苏七雪，被父親為兩袋小米賤賣給青樓後，凭借着自身刚烈的个性和危机时刻临危不惧的胆识，成功的逃过了一劫（誤食九命而活），后被月影而救（聽竹院院主之棋子），辗转来到了姽婳城，并被姹萝赐名晚媚（空降部隊搶佔名額－暫居雲璟館），與晚香分別晉升為地殺（地殺第十三－改身居媚殺院，生性布局縝密、心思玲瓏，做起事來從容不迫），在此院首次過了一次生辰（18歲），吃了第一碗長壽麵。她被宿命推向了更大的漩涡。晚媚在姽婳城想要活下去，就必须要杀人，并且不允许失败，失败了就代表着死亡，幸运的是她遇见了影子长安。兩人相扶持，經歷各種難關。在一次摘星樓偷密任務中，兩人因嫌隙決裂，但因任務推動轉折所致，誤打誤撞地成為血蓮教聖女，亦差點成為血蓮教教主。影子長安後離開晚媚，轉加入流光陣容。奼蘿使計（地殺晚香之天殺晉級任務）促其母女相殺，暗派晚媚督戰。同期殺手晚香成為天殺後，放棄原有影子二月。刑堂主重新分配，將其分配給晚媚做她的影子（原不想收，但懶得反駁苦苦哀求的二月而收下），後背叛晚媚，改投城主奼蘿一方。武林副盟主秦雨桑身擅百家之長，武藝不在盟主方歌之下，且不貪戀女色。是晚媚的暗殺、嫁禍任務之一角色（原隸屬絕煞任務）。公子為促晚媚能完成任務，特點撥其萬金難求的武術神隱一十三式、搭配其內含步法－負梅寒及配合徘徊生死訣功法，有一定的機率欺瞞任務主角，任務過程中以第十三式《天光盡》為餌引誘秦雨桑上勾，再以點破面，秦雨桑與方歌交情破損。 喜歡長安。最后向旧城主挑战，本想与姹萝一起中毒身亡。但被长安知道，并将内力给了晚媚。最后成功打败姹萝成为新城主。 |
| 屈楚萧 | 谢欢／长安   | （太平公主之後）原是江南（御劍山莊）铸剑名家谢亭云家的马夫（路上撿回的流浪兒－原以為是養父，實為同祖族叔父），因当年（公元897年）姹萝寻找武皇留给太平公主的一封诏书“无字诏”，此诏是用千年玄铁封存，玄铁上无有一字，不足巴掌大小，此诏可以号令天下，姹萝灭了谢家满门（死三十六口），因此长安与姹萝不共戴天，长安进入姽婳城就是为了对姹萝报仇。与晚媚两情相悦，难舍难分。奼蘿使計（地殺晚香天殺晉級任務）促其母女相殺，新主子流光與刑堂主暗派长安協助晚媚督戰，必要時干涉任務之影子執行護主行動。 喜歡晚媚，因心繫舊主晚媚，因此還只是流光的守夜影子。并将全部内力给了晚媚。结局生死未卜。 |

### 其他演员
| 演員   | 角色         | 介紹 |
| 汪铎   | 公子／李嗣源 | 大太保／姽嫿城的真正主人／寧王／聽竹院主→北衙統軍大將軍 身为王爷同样也是性格诡谲多变的姽婳城主人（母親藍禾為姽嫿城前城主，親生父親為越輕涯，繼父為先王，現任王的王兄、外祖母藍沁為璇璣城守城活死人）。 童年的特殊经历，导致他内心性格缺陷，体弱多病故而性格高冷，城府极深。为了完成复仇大业他机关算尽，但他对晚媚的感情却十分专一。公子为执子者，却亦受困于这棋局之中。表面上不问世事，在姽婳城却拥有杀伐决断的最高权力。世人眼中懦弱无为的王爷也是背后步步惊心的公子，實為藍禾與越輕涯的兒子。 喜歡晚媚。老谋深算。设计害死谢欢。天佑十九年秋，寧王率三千禁軍出征璐州。因使計即於半日內大敗梁軍，解了璐州之危。班師回朝之際，被封為「北衙統軍大將軍」（並以姽嫿城與王上交換兵權到手）。 劇末公子向晚媚再度表白卻依舊不可得。而隨侍月影又轉投晉王（後唐皇帝）麾下，至此終孤獨棲身於彼岸殿中。 |
| 郭雪芙 | 流光         | 姽婳城杀手（绝杀）→被殘殺 城主姹萝的手下，姹萝的“妹妹”，身居璣骨閣，身手了得，擅長用魅术。在执行杀人任务时，恰巧救了被拐卖到青楼却难以脱身的晚媚，出于对她的怜悯，为她指了一条明路，让她在落日前赶到山脚亂墳崗，若能辦到，便带她入姽婳城，可惜晚媚未能如約赶到指定地点，流光也棄其而去。 初時同情長安的忠心，後來愛上長安。原為只想苟活姽婳城，與長安交換利益，自願退下絕殺之位，保晚媚順利進階，但最后卻死在姹萝手中。 |
| 徐洁儿 | 別春芳／姹萝 | 平民→姽婳城杀手（地殺、天殺、絕殺）→第十三代姽嫿城城主→被奪位→被殘殺 自小為謝家有婚配關係，但因面相不佳遭謝家退婚，回至家中，叔嬸棄嫌其無可用之處，轉賣冥配，在危急中，被姽嫿城前城主藍禾拯救加入姽嫿城。與現任姽嫿城天殺奼嫵，當年是一起入姽嫿城任職。 因情难善终，看尽人间冷暖而积怨成魔坎坷过后，姹萝不愿予情于人，不肯取信于人，不能放心于人，不可释仇于己。在成为城主前，受尽折磨，十年前成为新城主之后，开始暴虐报复所有仇人。 喜歡刑風。 |
| 李子峰 | 刑风         | 平民→殺手姹萝的影子→姽婳城刑堂堂主→赐死 擅調製胭脂膏，曾受奼蘿令，特意調製特殊胭脂膏，促讓晚媚下水後失明。深爱城主姹萝，纵容姹萝。对城主姹萝的话言听计从，十足的忠犬模样。而他时不时对杀手晚媚也流露出善意，为爱一味地忍让，被迫服下绝色蛊，曾經被種下色戒，從此不能人事。 |
| 马歌   | 月影         | 姽婳城杀手（绝杀）→公子隨侍兼大夫→轉投晉王麾下 身手了得，擅長用毒（但被公子生生逼成為了大夫），從小就是公子的人。多次幫助晚媚。喜歡公子。 劇末月影對晉王再度向公子索要月影依舊不可得，決議犧牲自己，轉投入晉王麾下。 |
| 卓煜茜 | 晚香         | 富商之女箏兒→姽婳城杀手（地殺第十二→天殺） 為了尋母而進姽婳城。和晚媚同時間進姽嫿城，視晚媚為眼中釘。奼蘿使計（地殺晚香之天殺晉級任務）促其母女相殺，並由同期殺手地殺晚媚督戰，因一奇香母女相認。後期幫助晚媚上位。 |
| 柴鷗   | 奼嫵         | 姽婳城杀手（天杀）→富商之妻→被殘殺 曾是制香高手，與現任姽嫿城城主姹萝，當年是一起入姽嫿城任職。因一夜聞盡天下奇香，而失去嗅覺。與晚香為母女關係，奼蘿使計促其母女相殺（晚香天殺晉級任務），年方40歲，與晚香於天殺之爭時，因一奇香餘韻才母女相認，為保晚香晉級而犧牲自己。 |
| 魏璐   | 奼如         | 姽婳城杀手（绝杀）→代理城主（三個月）→被殘殺 與現任姽嫿城城主姹萝，當年是一起入姽嫿城任職。對邢風種下色戒，後被奼蘿囚禁。流光知曉奼如還活著，指使長安在密室刺殺了結，但奼如寧願死在外面，也不願腐化在密室裡，最終被長安刺殺於河邊。 |
| 孟蔚   | 二月         | 姽婳城杀手影子 原為晚香（地殺）的影子，在晚香成為天殺時，因晚香選擇了奼嫵原有的影子－風竹（武功資歷都比二月強），促讓晚香放棄二月，被刑堂主重新分配，最終成為晚媚的影子，後背叛晚媚，另投向城主奼蘿。性膽小、諂媚，十足小人。 |
| 彭琦   | 初十一       | 流光的影子 敵視、妒忌長安。 |
| 王樂樂 | 藍禾         | 第十二代姽嫿城城主→被奪位→武王妃子 公子的母親。武王妃子。母親蘭沁為璇璣城守城活死人。 |
| 尹鑄勝 | 越輕涯       | 後唐太傅，血蓮教正教主→遭擊殺 也是藍若的義父、公子的生父，掌有摘星樓。和藍禾曾有舊情。後因血蓮教而翻臉。最後被公子聯合晚媚施計刺殺當場。屍體沉江。 |
| 蘇小玎 | 晉王／李存勖 | （晉王）→後唐皇帝 性格暴虐多疑。被公子施計因而罷免了越輕涯之太傅官職，貶為庶民。後讓姽嫿城姹萝迷惑、並轉投靠於其下。 劇末晉王再度向公子（寧王）索要月影依舊不可得，月影決議犧牲自己，致轉投晉王麾下。 晉王終成夙願，滅梁，併改年號為同光元年，於魏州稱帝。史稱后唐。 |
| 李羿瑄 | 謝瑩／阮娘   | 謝家大小姐謝瑩→摘星樓樓主→楚王謀士→死諫 主掌太傅越輕涯（血蓮教）其教務、政治、江湖界所有情報彙整管理。情繫谢欢。 |
| 王亦凡 | 蓝若         | 越輕涯的義子／血蓮教代教主→因情自裁 心地善良，深愛著幽禪，最後和幽禪相擁而亡。 |
| 刘萌萌 | 幽禅         | 蓝若的情人／血蓮教左護法→被情人刺殺 二十年前定嬗門被血蓮教（教主越輕涯）定調邪道而滅門時，唯一倖存者。深愛著蓝若，最後和蓝若相擁而亡。 |
| 高鑫   | 沈墨         | 神醫→被刺殺 平生立有三不救誓言，晚媚首次任務（晉升地殺）暗殺對象。 |
| 張天陽 | 韓修         | 鹽商巨賈→因情自裁 晚媚第二次任務對象。喜歡藝妓芍藥。因情自裁。 |
| 葛錚   | 韓玥         | 韓修的弟弟→被毒殺 武功不凡但性格衝動。被月影施毒殺害。 |
| 冉晨   | 芍藥         | 韓修情人→被虐殺 曾是青樓賣藝不賣身的清倌，當年為救韓修而遭當地御史受虐致死。 |
| 李健   | 方歌         | 武林盟主→被罷酌 與韓修、秦雨桑為摯友，在韓修死後協助韓玥掌理其私鹽經營，並暗自查找殺人兇手，意欲給江湖同道一個交代。與副盟主秦雨桑為生死之交。也是晚媚的暗殺、嫁禍任務之一角色（原隸屬絕殺任務）。 |
| 馬京京 | 秦雨桑       | 武林副盟主→被毒殺 方府的養子，自小受方府之恩，敬方歌為神。愛武成癡，年方27歲，與盟主方歌為生死之交。身擅百家之長，武藝不在盟主方歌之下，且不貪戀女色。是晚媚的暗殺、嫁禍任務之一角色（原隸屬絕殺任務），晚媚已計讓秦雨桑對方歌失望，但秦雨桑至死（晚香下毒香）依舊無法對方歌生出記恨之心。 |
| 盛梓航 | 小八         | 蘇七雪的弟弟。家鄉後遭洪水肆虐，親人不知下落。 |
| 劉旭   | 蘇父         | 蘇七雪的父親，謊騙蘇七雪去酒店賣藥材，但卻是以兩袋小米代價將其賤賣給鼎香閣作妓。家鄉後遭洪水肆虐，親人不知下落。 |
| 顧語涵 | 小蝦         | 陵城流浪兒 在陵城因偷盜婆婆的兩根小黃瓜，被婆婆威逼、請託照顧落難的晚媚，後感染蠱毒，得服下晚媚解蠱之血而痊癒。 |

## 电视原声带
| 曲序 | 曲目               |      | 作曲         | 演唱   |
| ---- | ------------------ | ---- | ------------ | ------ |
| 1.   | 一生等你（主题曲） | 陳曦 | 董冬冬、陳曦 | 袁娅维 |
| 2.   | 失宠（片尾曲）     | 陳曦 | 董冬冬       | 李一桐 |
| 3.   | 一（插曲）         | 陳曦 | 董冬冬       | 曹格   |
| 4.   | 獨步（插曲）       | 陳曦 | 董冬冬       | 崔子格 |